# Västra Ny landskommun
Västra Ny landskommun var en kommun i Östergötlands län.

## Administrativ historik
När 1862 års kommunalförordningar trädde i kraft bildades över hela landet cirka 2 400 landskommuner (indelningen baserades på socknarna) samt 89 städer och ett mindre antal köpingar.
I Aska härad i Östergötland inrättades då i Västra Ny socken Nykyrka landskommun som 1893 bytte namn till Västra Ny landskommun.
Den upphörde år 1952, då den uppgick i Godegårds landskommun, som 1971 uppgick i Motala kommun.

## Politik

### Mandatfördelning i Västra Ny landskommun 1938-1946
| 12 | 8 |

| 19 |

| 20 |

| 18 |

| 1 | 10 | 9 |

| 17 | 3 |